# Liste de planètes et de systèmes planétaires extrêmes
 (novembre 2017).
Voici une liste de planètes et de systèmes planétaires extrêmes, c'est-à-dire des planètes et des systèmes planétaires connus ayant des caractéristiques extrêmes. Ceci ne reflète que l'état actuel des connaissances, lesquelles évoluent constamment et dépendent des moyens d'observation.

## Planètes
| Élément                         | Minimum connu                                 | Valeur      | Notes | Maximum connu     | Valeur                    | Notes |
| ------------------------------- | --------------------------------------------- | ----------- | --- | ----------------- | ------------------------- | --- |
| Masse                           | PSR B1257+12 A                                | 0,02 MT     | PSR B1257+12 A : masse estimée sur l'hypothèse que les deux planètes extérieures du système sont coplanaires.                                                                 | DENIS-P J082303.1 | 28,5 ± 1,9 MJ (~9 000 MT) | La plus massive d'après la NASA Exoplanet Archive, bien qu'elle pourrait en réalité être une naine brune. |
| Rayon                           | Kepler-37 b                                   | 0,31 RT     | Taille comprise entre celles de la Lune et de Mercure. | CT Cha b          | 2,2 RJ (~24 RT)           | |
| Masse volumique                 | Kepler-51 c, b et/ou probablement Kepler-51 d | ~0,03 g/cm3 | Les densités de Kepler-51 b et c doivent être inférieures à 0,05 g/cm3 (valeur supposée de 0,03 g/cm3 pour les deux). Celle de Kepler-51 d est estimée à 0,046 ± 0,009 g/cm3. | PSR J1719-1438 b  | ≥ 23 g/cm3                | Planète de pulsar ; la densité est déduite de la limite de Roche de l'étoile[pas clair].                  |
| Température                     |                                               |             | | Kepler-70 b       | 7 278 K                   | |
| Albédo géométrique              | TrES-2 b                                      | < 1 %       | Le meilleur modèle pour l'albédo donne 0,04 %. | Kepler-10 b       | 0,5 à 0,6                 | |
| Vitesse de rotation équatoriale |                                               |             | | Beta Pictoris b   | ~25 km/s (~90 000 km/h)   | Snellen et al. (2014),                                                                                    |
| Période de rotation             | Beta Pictoris b                               | 8,1 heures  | Snellen et al. (2014), | Vénus             | 243 jours terrestres      | |

## Planètes extrêmes du point de vue de la Terre
| Élément                          | Minimum connu     | Valeur  | Remarque                                               | Maximum connu        | Valeur                             | Remarque                     |
| -------------------------------- | ----------------- | ------- | ------------------------------------------------------ | -------------------- | ---------------------------------- | ---------------------------- |
| Distance au Soleil               | Alpha Centauri Bb | 4,37 al | Planète de masse 1,1 MT comparable à celle de la Terre | OGLE-2005-BLG-390L b | 21 500 ± 3 300 al                  | De type super-Terre de glace |
| Séparation angulaire de l'étoile |                   |         |                                                        | GU Piscium b         | 45" secondes d'arc                 | Orbite une étoile variable   |
| Magnitude de l'étoile            |                   |         |                                                        | Pollux b             | Pollux : 1,09 de magnitude absolue |                              |

## Caractéristiques de l'orbite
| Élément               | Minimum connu | Valeur                   | Remarque | Maximum connu | Valeur      | Remarque                       |
| --------------------- | ------------- | ------------------------ | -------- | ------------- | ----------- | ------------------------------ |
| Période orbitale      | Kepler-70 b   | 0,24 jour (5,8 heures)   |          | GU Piscium b  | 163 000 ans | L'étoile est une naine blanche |
| Excentricité          | Nombreux cas  | 0 (à l'incertitude près) |          | HD 20782 b    | 0,97 ± 0,01 |                                |
| Dimension de l'orbite | Kepler-70 b   | 0,006 ua (~900 000 km)   |          | HD 106906 b   | ~650 ua     |                                |

## Caractéristiques stellaires
| Élément           | Minimum connu           | Valeur     | Notes | Maximum connu | Valeur       | Notes |
| ----------------- | ----------------------- | ---------- | --- | ------------- | ------------ | ----- |
| Métallicité       | Kepler-271 b,c          | −0.951 dex | BD+20°2457 pourrait être citée, mais le système planétaire, tel qu'il est proposé, est instable, d'autres études doivent être menées. | HD 126614 Ab  | +0,56 dex    |       |
| Masse de l'étoile | 2MASS J04414489+2301513 | 0,02 M☉    | | HD 13189      | 4,5 ± 2,5 M☉ |       |

## Caractéristiques du système
| Élément                     | Minimum connu    | Valeur | Notes                                                                 | Maximum connu | Valeur | Notes                             |
| --------------------------- | ---------------- | ------ | --------------------------------------------------------------------- | ------------- | ------ | --------------------------------- |
| Nombre de planètes          | Majorité des cas | 1      | D'autres planètes existent probablement, mais n'ont pas été détectées | HD 10180      | 9      | Deux planètes restent à confirmer |
| Nombre d'étoiles du système | Majorité des cas | 1      |                                                                       | PH1 b         | 4      |                                   |

## Par méthode de détection
| Découverte   | Premlère | Planète                          | Description                                                        |
| ------------ | --- | -------------------------------- | ------------------------------------------------------------------ |
| 1989 ou 1995 | Première exoplanète détectée par vitesse radiale. | HD 114762 b ou 51 Pegasi b       | Le statut de HD 114762 b, planète ou naine brune, n'est pas avéré. |
| 1992         | Première planète détectée par chronométrie de pulsar | PSR B1257+12 B et PSR B1257+12 C |                                                                    |
| 1999         | Première planète confirmée par la méthode des transits                                                                                                   | HD 209458 b                      |                                                                    |
| 2002         | Première planète découverte par la méthode des transits                                                                                                  | OGLE-TR-56 b                     |                                                                    |
| 2004         | Première planète découverte par l'observation directe | 2M1207 b                         |                                                                    |
| 2004         | Première planète découverte par microlentille gravitationnelle                                                                                           | OGLE-2003-BLG-235L b             |                                                                    |
| 2008         | Première exoplanète découverte par imagerie directe d'un coronographe                                                                                    | Fomalhaut b                      |                                                                    |
| 2008         | Premier système multiplanétaire observé directement | HR 8799                          |                                                                    |
| 2011         | Première hypothèse de la découverte d'une planète par les perturbations observées dans les transits d'une autre planète (variation du moment de transit) | Kepler-19 c                      |                                                                    |
| 2011         | Un système planétaire est découvert par la réflexion qu'il provoque sur la lumière de son étoile                                                         | Kepler-70                        |                                                                    |
| 2015         | Première planète détectée par mesure du spectre visible de la lumière de l'étoile réfléchie par la planète                                               | 51 Pegasi b                      |                                                                    |

## Premier système planétaire découvert par type
| Découverte   | Première | Planète                            | Description |
| ------------ | --- | ---------------------------------- | --- |
| 1989 ou 1992 | Découverte de la première exoplanète | HD 114762 b ou PSR B1257+12 B et C | Détectée par la méthode des vitesses radiales (si HD 114762 b) ou par chronométrie de pulsar (si les planètes de PSR B1257+12). Le statut de HD 114762 b, planète ou naine brune, est incertain. |
| 1989 ou 1995 | Première exoplanète autour d'une étoile de la séquence principale                                                                                            | HD 114762 b ou 51 Pegasi b         | Détectée par la méthode des vitesses radiales (dans les deux cas). Le statut de HD 114762 b, planète ou naine brune, est incertain.                                                              |
| 1989 ou 1996 | Première planète autour d'une étoile dans un système binaire                                                                                                 | HD 114762 b ou 55 Cancri b         | Le statut de HD 114762 b, planète ou naine brune, est incertain. |
| 1992         | Première planète autour d'un pulsar | PSR B1257+12 B et C                | |
| 1993         | Première planète autour d'une naine blanche | PSR B1620-26 b                     | |
| 1995         | Premier Jupiter chaud | 51 Pegasi b                        | |
| 1998         | Première planète autour d'une étoile naine rouge | Gliese 876 b                       | |
| 1999         | Premier système planétaire avec trois planètes | Upsilon Andromedae                 | |
| 1999         | Première planète dont l'atmosphère a été analysée | HD 209458 b                        | |
| 2001         | Première exoplanète dans la zone habitable de son étoile | HD 28185 b                         | |
| 2002         | Première planète autour d'une étoile géante | Iota Draconis b                    | |
| 2004         | Première planète autour d'une naine brune | 2M1207 b                           | |
| 2004         | Première Super-Terre autour d'une étoile de la séquence principale                                                                                           | Mu Arae c                          | |
| 2004         | Premier système planétaire avec quatre planètes | 55 Cancri                          | |
| 2004         | Première planète interstellaire | Cha 110913-773444                  | |
| 2005         | Première super-Terre autour d'une naine rouge | Gliese 876 d                       | |
| 2006         | Première planète glacée | OGLE-2005-BLG-390L b               | |
| 2006         | Premier système multiple sans planètes de masse jovienne | HD 69830                           | |
| 2007         | Premier système planétaire avec 5 planètes | 55 Cancri f                        | |
| 2007         | Première planète océan | Gliese 581 d                       | |
| 2007         | Première planète autour d'une naine bleue | V391 Pegasi b                      | |
| 2009         | Première planète dans un système d'étoiles ternaires | Gliese 667 Cb                      | |
| 2009         | Première planète autour d'une variable cataclysmique | NN Serpentis (AB) b                | |
| 2009         | Première planète rétrograde | WASP-17 b                          | |
| 2009         | Première planète chthonienne | CoRoT-7 b                          | |
| 2010         | Premier système multiple autour d'une étoile binaire | NN Serpentis (AB)                  | |
| 2010         | Première planète réellement de type terrestre | Gliese 581 g                       | |
| 2011         | Premier système planétaire avec six planètes | Kepler-11                          | |
| 2011         | Premier système planétaire avec sept planètes | HD 10180                           | |
| 2011         | Première planète autour de deux étoiles de séquence principale                                                                                               | Kepler-16 b                        | |
| 2011         | Premiers systèmes planétaires autour de 2 étoiles binaires                                                                                                   | HD 20781 et HD 20782               | |
| 2011         | Première super Terre dans une zone habitable | Kepler-22 b                        | |
| 2012         | Premier système multiple autour de deux étoiles de la séquence principale Première planète dans la zone habitable d'une étoile binaire                       | Kepler-47                          | |
| 2012         | Première planète dans un système quadruple Première planète découverte par des astronomes amateurs                                                           | PH1 b                              | |
| 2013         | Première planète Terre dans la zone habitable d'une étoile similaire au Soleil                                                                               | Kepler-62 f                        | |
| 2013         | Premier système confirmé de sept planètes | Kepler-90                          | |
| 2014         | Première planète dont la vitesse et la période de rotation sont mesurées                                                                                     | Beta Pictoris b                    | Snellen et al. (2014), |
| 2015         | Première exoplanète de petite taille (diamètre inférieur à deux fois celui de la Terre) dans la zone habitable d'un étoile de type solaire (type spectral G) | Kepler-452 b                       | |